# Franz Daniel Pastorius
Franz Daniel Pastorius, conhecido como Francis Daniel Pastorius depois de imigrar para os Estados Unidos (Sommerhausen, 26 de setembro de 1651 — Pensilvânia, ca. 1 de janeiro de 1720), foi o fundador de Germantown (Pensilvânia), atualmente parte de Filadélfia, o primeiro assentamento alemão permanente nos Estados Unidos e porta de entrada para subsequentes imigrantes da Alemanha.

## Publicações
- Deliciæ Hortenses, or Garden-Recreations, and Voluptates Apianæ, ed. Christoph E. Schweitzer (Columbia, South Carolina: Camden House, 1982).